# 3075 Bornmann
3075 Bornmann је астероид главног астероидног појаса чија средња удаљеност од Сунца износи 2,274 астрономских јединица (АЈ).
Апсолутна магнитуда астероида је 13,9.